# Malaysia International 1999
Die Malaysia International 1999 im Badminton fanden im März 1999 statt.

## Die Sieger und Platzierten
| Disziplin    | Gold                                         | Silber                            | Bronze                                |
| ------------ | -------------------------------------------- | --------------------------------- | ------------------------------------- |
| Herreneinzel | Ismail Saman                                 | Ramesh Nathan                     | Anupap Thiraratsakul                  |
| Herreneinzel | Ismail Saman                                 | Ramesh Nathan                     | Yeoh Kay Bin                          |
| Dameneinzel  | Woon Sze Mei                                 | Thitikan Duangsiri                | Li Li                                 |
| Dameneinzel  | Woon Sze Mei                                 | Thitikan Duangsiri                | Sutheaswari Mudukasan                 |
| Herrendoppel | Rosman Razak Tan Kim Her                     | Chang Kim Wai Lee Chee Leong      | Patapol Ngernsrisuk Sudket Prapakamol |
| Herrendoppel | Rosman Razak Tan Kim Her                     | Chang Kim Wai Lee Chee Leong      | Chan Huan Chun Hong Chieng Hun        |
| Damendoppel  | Sathinee Chankrachangwong Thitikan Duangsiri | Ang Li Peng Chor Hooi Yee         | Norhasikin Amin Wong Pei Tty          |
| Damendoppel  | Sathinee Chankrachangwong Thitikan Duangsiri | Ang Li Peng Chor Hooi Yee         | Li Li Liu Fan Frances                 |
| Mixed        | Rosman Razak Norhasikin Amin                 | Kantharoopan Ponniah Wong Pei Tty | Teo Kok Seng Ang Li Peng              |
| Mixed        | Rosman Razak Norhasikin Amin                 | Kantharoopan Ponniah Wong Pei Tty | Ng Kean Kok Fong Chew Yen             |